# Leigh, Greater Manchester
Leigh este un oraș în districtul (borough) metropolitan Wigan din comitatul Greater Manchester (Anglia), aflat la 12 km sud-est de Wigan și la 15,3 km vest de Manchester, pe terenurile joase de la nord-vest de Chat Moss.

## Prezentare generală
Din punct de vedere istoric parte a comitatului Lancashire, Leigh a fost inițial centrul unei parohii ecleziastice cuprinzătoare formate din șase localități. Atunci când trei localități (Pennington, Westleigh și Bedford) au fuzionat în 1875, formând un district, Leigh a devenit numele oficial al orașului, deși el a fost folosit pentru zona localităților Pennington și Westleigh, aflată în jurul bisericii parohiale timp de mai multe secole. Orașul a devenit district urban în 1894, când i-a fost anexată o parte a localității Atherton. În 1899 Leigh a devenit un district (borough) municipal. Prima clădire a primăriei a fost construită în King Street și a fost înlocuită cu actuala clădire în 1907.
Inițial o zonă agricolă cunoscută pentru produsele lactate, Leigh a cunoscut o dezvoltare considerabilă a industriei textile, aici fiind înființate fabrici de țesături din mătase și, din secolul al XX-lea, din bumbac. Moștenirea trecutului industrial al lui Leigh poate fi observată în fabricile din cărămidă roșie păstrate - dintre care unele sunt clădiri înscrise în lista monumentelor istorice -, deși Leigh este acum un oraș predominant rezidențial, cu clădiri în stil edwardian și victorian care împrejmuiesc centrul orașului. Economia actuală a orașului Leigh se bazează în mare măsură pe sectorul de retail.

## Personalități
Sir John Lennard-Jones, Sir Peter Maxwell Davies, Sir Alan R. Battersby, Roger Hunt și Pete Shelley au fost elevi ai Școlii din Leigh. Politicianul conservator David Morris, deputat din circumscripția Morecambe și Lunesdale, este originar din Leigh. Muzicianul și cântărețul de R&B Georgie Fame s-a născut în Leigh în 1943. Tenorul de operă Thomas Burke s-a născut aici în 1890 și a frecventat Școala St. Joseph. James Hilton, autorul romanului Adio, domnule Chips, s-a născut, de asemenea, în Leigh. Un om de afaceri local cu același nume a devenit președinte al Leigh RLFC după cel de-al Doilea Război Mondial și fostul teren al clubului, Hilton Park, a fost numit după el. Sculptorița Mary Pownall, fiica fabricantului de mătăsuri James Pownall, s-a născut și a crescut în acest oraș. Jurnalistul Paul Mason s-a născut și a fost educat în Leigh.

## Legături externe
- Mayors of Leigh Municipal Borough Council, 1899–1973